# Akagi (porte-avions)
Pour les articles homonymes, voir Akagi.
L’Akagi (en japonais : 赤城) était un porte-avions en service dans la marine impériale japonaise pendant la Seconde Guerre mondiale.
Seul navire de sa classe, l’Akagi joua un rôle essentiel dans l'attaque de Pearl Harbor en décembre 1941, mais il fut détruit quelques mois plus tard, avec trois autres porte-avions (Kaga, Sōryū et Hiryū), par les bombardiers en piqué des porte-avions USS Enterprise et Yorktown lors de la bataille de Midway le 4 juin 1942.

## Nom
Conçu à l'origine comme un croiseur de bataille, les conventions en vigueur dans la Marine Impériale imposaient qu'il soit affublé du nom d'une montagne. C'est ainsi qu'il reçut le nom du mont Akagi (littéralement « Château Rouge »), volcan de la préfecture de Kantō.

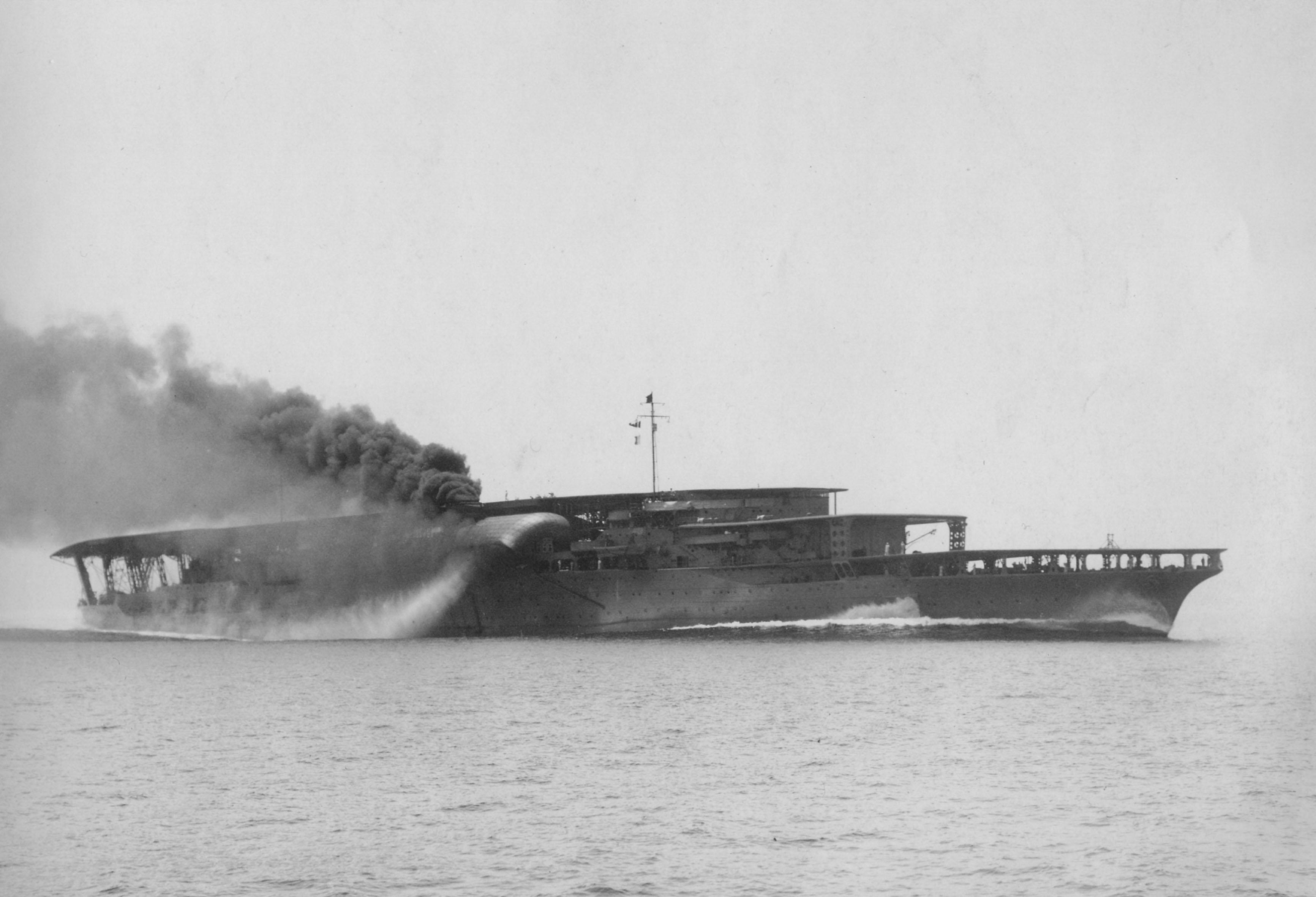
L’Akagi en juin 1927 dans sa configuration initiale pendant ses essais à la mer. On remarque ses deux ponts d'envol superposés (l'un en surplomb du hangar supérieur, l'autre à l'extrême avant permettant l'envol direct à partir du hangar inférieur - la plateforme intermédiaire ne communique pas avec les hangars) et sa cheminée dirigée vers l'eau. La fumée noire au-dessus du pont est un essai d'écran de fumée

 Le nom lui resta après sa conversion en porte-avions (tout comme le Kaga), contrastant avec les autres porte-avions de l'époque qui recevaient le nom de créatures volantes.

## Description, conception

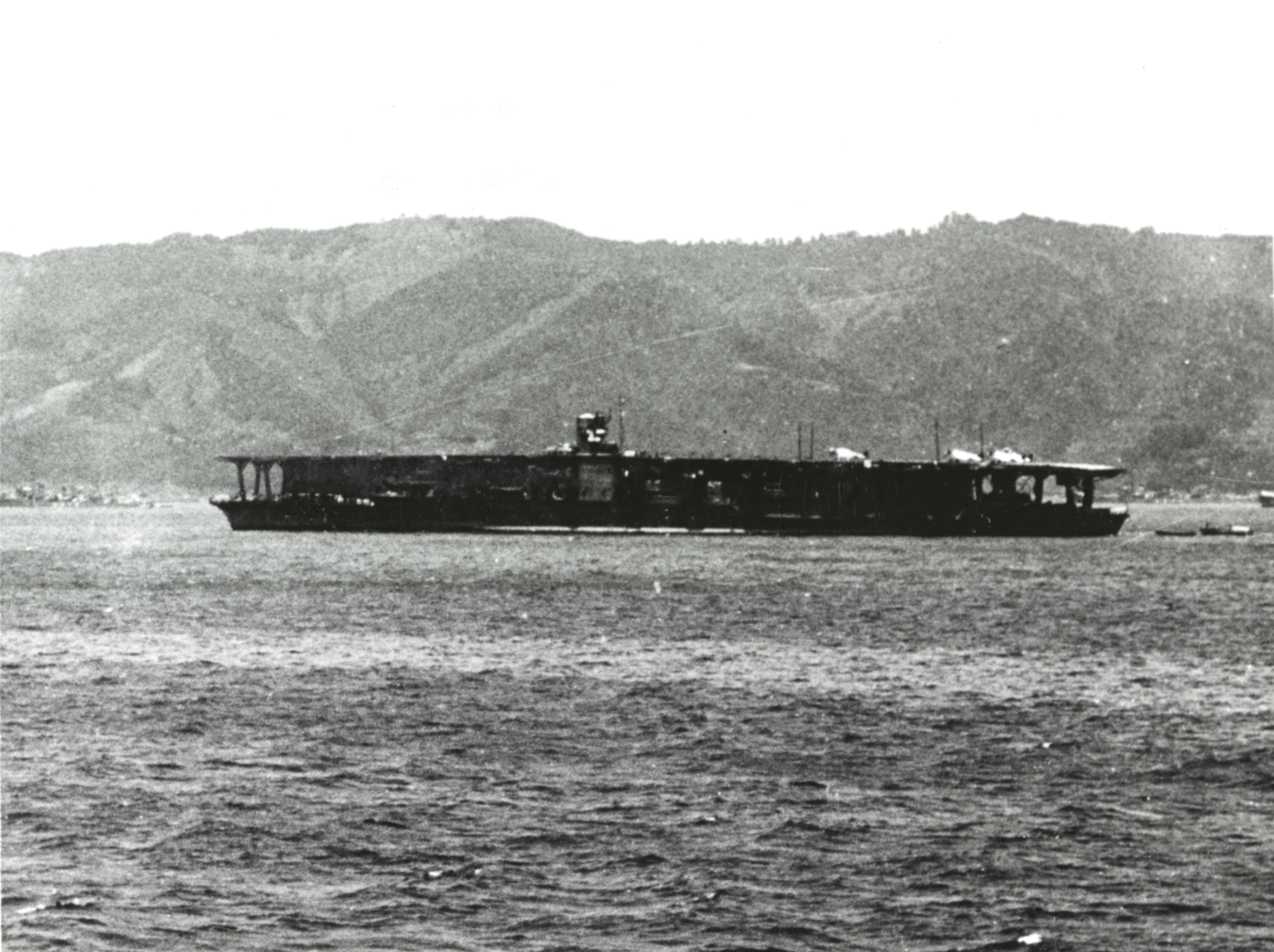
LAkagi à Sukumo, Kōchi, en avril 1939 avec son nouveau pont d'envol continu et son nouvel îlot

Le porte-avions Akagi fut mis en chantier comme croiseur de bataille de la classe Amagi, à Kure (Japon). Pour respecter les contraintes du traité de Washington de 1922, lui et son sistership l’Amagi durent être convertis en porte-avions. Cependant, l’Amagi fut détruit lors du grand tremblement de terre de Kantō en 1923, la construction des autres croiseurs de bataille de cette classe (l’Atago et le Takao) fut annulée et les coques déjà commencées furent démantelées. Seul navire restant de sa classe, l’Akagi fut lancé le 22 avril 1925 et terminé par les chantiers de Yokosuka comme l'un des deux premiers grands porte-avions japonais le 27 mars 1927. Lors de sa modification, il fut doté de deux hangars, dont l'un communiquait avec le pont d'envol avant, lequel permettait l'envol direct des appareils embarqués, ce qui lui donna une allure particulière. Il témoigne alors des expérimentations aéronavales de la marine japonaise dans les années 1930. Il possède un double pont d'envol, pas d'îlot et une cheminée sur le côté du navire et dirigée vers le bas.
Le porte-avions Akagi fut totalement refondu en 1935-1938, acquérant alors un pont d'envol s'étendant sur toute la longueur du bâtiment, acquérant les dimensions de 276,60 m sur 30,50 m, et une capacité d'emport augmentée, passant de 61 à 91 appareils. Du fait de l'augmentation de la taille des appareils embarqués, cette capacité avait toutefois diminué en 1942. La refonte a conduit à placer l’îlot du côté bâbord du vaisseau, ce qui est très inhabituel (le seul autre porte-avions à partager cette caractéristique avec lui est son contemporain Hiryu) ; la finalité de cette disposition était de faire opérer les porte-avions par paire, en symétrie axiale, de manière à attribuer à leur groupe aérien respectif un circuit de vol sans risque d'interférence mutuelle.
Le développement de ce type de porte-avions dans la Marine Impériale (pour l’Akagi comme pour le Kaga) est révélateur de l'état d'esprit qui suivit le traité naval de Washington : l’Akagi était en fait entièrement conçu pour être transformé en navire de ligne en cas de conflit : les emplacements de tourelles, magasins à munitions, et tous les équipements destinés à recevoir les pièces d'artillerie lourde d'un cuirassé étaient mis en œuvre à bord ; le pont d'envol en bois et le hangar devaient être rapidement démontés pour faire de la place aux canons.
En 1935, les amiraux japonais considéraient le porte-avions comme l'égal du navire de ligne. L’Akagi et le Kaga furent donc repensés comme des porte-avions à part entière et les plans de conversion en croiseur de bataille furent abandonnés.

### Appareil moteur
À la construction, il se composait de quatre groupes de turbines à engrenages, actionnant quatre hélices. La vapeur était fournie par dix-neuf chaudières à combustion mixte, charbon-fuel. Les cheminées étaient au nombre de deux, sur tribord. La plus en avant des deux était la plus grande et était dirigée vers la surface de la mer. La seconde, plus petite, était verticale et dépassait de peu le niveau du pont d'envol. La puissance de l'appareil moteur était de 131 000 ch et donnait au navire une vitesse de 31 nœuds.
À la refonte, les chaudières originales furent conservées mais la chauffe au charbon abandonnée. Au départ, les deux cheminées originales furent remplacées par un collecteur de fumées horizontal sous le pont d'envol comme sur le Kaga à l'origine. Supprimé par la suite, il est remplacé par une cheminée unique sur tribord, vers le centre du navire et inclinée vers la surface de la mer. La puissance de cet appareil moteur fut portée à 133 000 ch ce qui permit de garder au navire sa vitesse maximale de 31 nœuds malgré l'augmentation de son déplacement.

### Armements

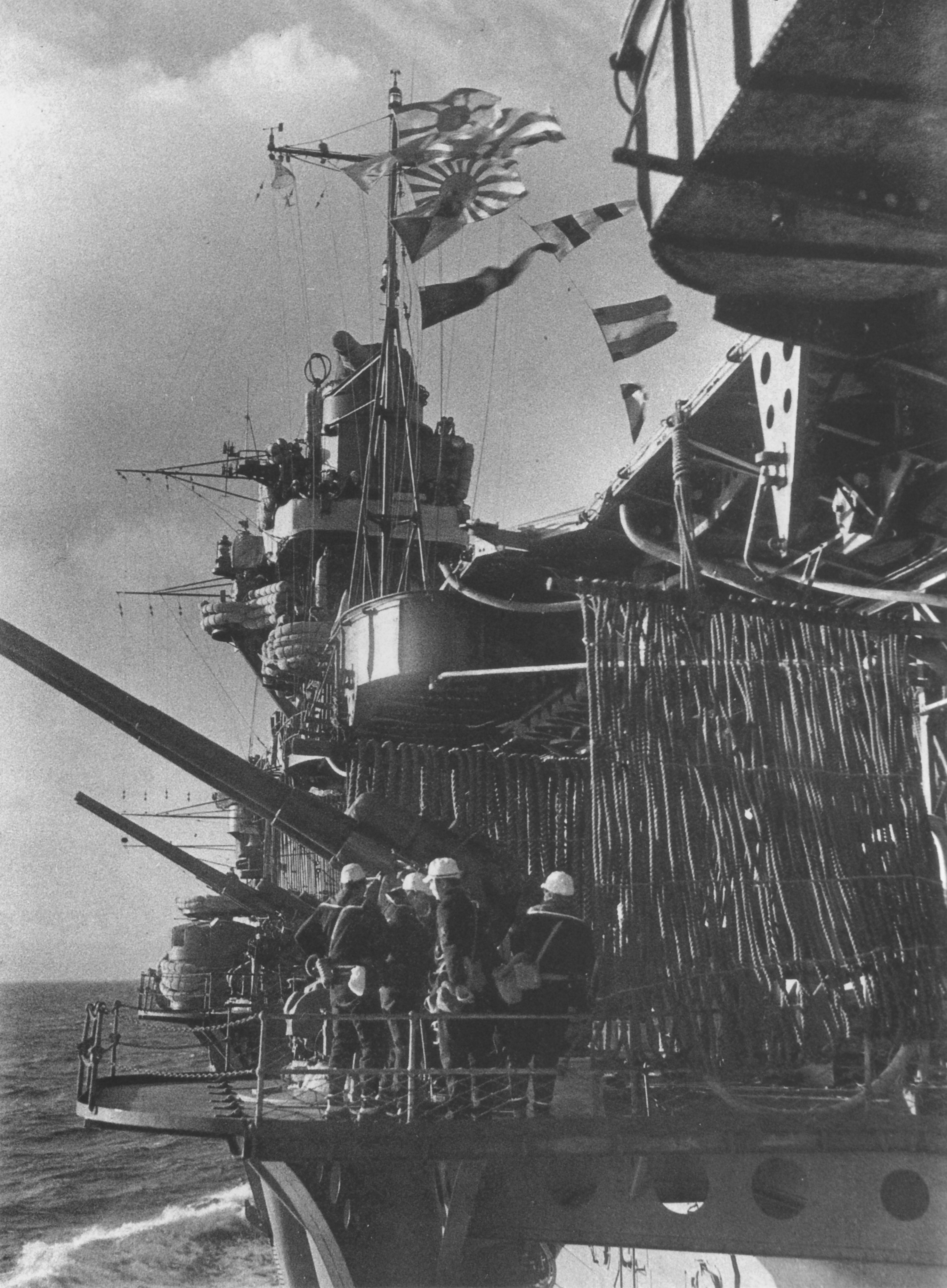
Canons jumelés antiaériens de 120 mm de Akagi. L'image montre leurs positions basses sur la coque qui limitent énormément leurs champs de battage.

À sa construction, le porte-avions était doté pour le combat de surface de 10 canons de 203 mm. Ces pièces étaient disposées en 2 tourelles doubles à l'avant, positionnées sur les côtés du pont d'envol intermédiaire, et 6 pièces en casemates, 3 sur chaque bord, à l'arrière du navire au niveau du pont batterie.
L'armement antiaérien se composait de 12 pièces de 120 mm, en 6 affûts jumelés. Ils étaient positionnés sur 3 passerelles de chaque côté du pont d'envol supérieur, mais au niveau du pont d'envol intermédiaire. Ces 6 affûts étaient regroupés au centre du navire, avec les deux derniers légèrement en retrait par rapport aux autres.
Lors de sa refonte de 1935-38, les deux tourelles de 203 mm furent supprimées. Les 6 pièces en casemates furent conservées à leur place.
L'armement antiaérien lourd d'origine fut conservé. À noter qu'il est le seul des porte-avions d'escadre dans ce cas.
Une artillerie antiaérienne légère, de 28 canons de 25 mm Type 96, fut aussi ajoutée. Elle était composée de 14 affûts jumelés, 7 sur bâbord : 3 en avant de l’îlot, 4 autres sur bâbord à l'arrière des affûts de 120 mm, et 7 sur tribord : 3 en avant de la cheminée, et là aussi 4 à l'arrière des affûts de 120 mm.

## Histoire
Les années qui suivirent, il servit au large de la Chine comme navire amiral de la 1re division de porte-avions. En avril 1942, la Marine impériale regroupa la 1re division (Akagi et Kaga), la 2e division (Hiryu et Soryu) et la 5e division de porte-avions (Shōkaku et Zuikaku) en une force unique, la Kidô Butai (Force d'attaque). L’Akagi prit part, comme vaisseau-amiral, à l'attaque de Pearl Harbor et à la campagne en océan Indien.

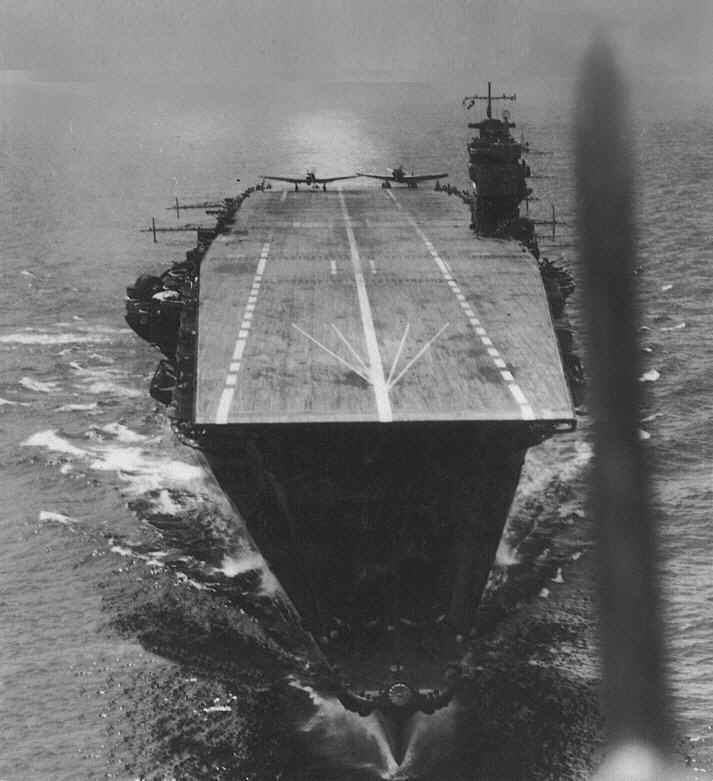
Le porte-avions japonais Akagi en avril 1942

### Pearl Harbor
Pendant la Seconde Guerre mondiale, sous le commandement du capitaine Hasegawa Kiichi, il porta le pavillon du vice-amiral Chūichi Nagumo, commandant la Kido Butai dans l'attaque de Pearl Harbor en décembre 1941. Il lança deux vagues d'attaques sur Oahu. Les vingt-sept avions-torpilleurs Nakajima B5N « Kate » attaquèrent l'USS Maryland, l'USS Tennessee, l'USS West Virginia, l'USS Oklahoma et l'USS California, les neuf Mitsubishi A6M attaquant la base aérienne d'Hickam Field. Les dix-huit Aichi D3A « Val » de la deuxième vague attaquèrent l'USS Neosho, l'USS Shaw et l'USS Nevada.
En janvier 1942, l’Akagi appuya l'invasion de Rabaul dans les îles Bismarck. Le 19 février, il lança un raid aérien sur Darwin, en Australie, coulant neuf navires dont l'USS Peary. En mars, il appuya l'invasion de Java.
Début avril, sous le commandement du capitaine Taijiro Aoki (en), il prit part au raid sur l'océan Indien. Le 5 avril, il lança un raid sur Colombo (Ceylan), participant à la destruction des croiseurs HMS Cornwall et HMS Dorsetshire. Le 9, il attaqua Trincomalee et coula le HMS Hermes et son escorte.
Le 19, il prit part à la poursuite des porte-avions USS Hornet et USS Enterprise après le lancement du raid de Doolittle sur Tokyo.

### Midway
Le 25 mai 1942, l’Akagi appareilla avec la Kido Butai pour attaquer les îles Midway. Il embarquait vingt-six chasseurs Mitsubishi A6M « zéro », vingt-et-un bombardiers en piqué Aichi D3A « Val » et vingt-et-un torpilleurs Nakajima B5N « Kate ». Le 4 juin, il lança un raid contre l'atoll et fut attaqué par des avions américains embarqués et basés à terre sans encaisser de coup au but. À 10 h 26, il fut attaqué par les bombardiers en piqué de l'USS Enterprise et touché par une seule bombe. L'impact fit cependant exploser les munitions et le carburant des avions en cours de réarmement dans le hangar, en plein préparatifs pour un raid contre les porte-avions américains. L'incendie alimenté par le carburant d'aviation se révéla impossible à contrôler. Deux autres impacts très proches de la coque mirent le gouvernail en avarie.
À 10 h 46, l'amiral Nagumo transféra son pavillon sur le croiseur Nagara. L’Akagi fut mis en panne à 13 h 50 et son équipage évacué, à l'exception du capitaine Aoki et du personnel affecté au contrôle des avaries. Il brûla toute la nuit, mais ne coula pas. L'amiral Yamamoto ordonna son sabordage le 5 juin et il fut achevé à 5 h 20 par les torpilles des destroyers japonais Arashio, Hagikaze, Maikaze et Nowaki. Les pertes parmi les marins s'élevèrent à 263 hommes.
Ce sabordage ainsi que le naufrage des porte-avions Kaga, Hiryu et Soryu lors de la bataille de Midway marque le début du déclin de l'aéronavale japonaise, qui fut définitivement détruite lors de la bataille du golfe de Leyte et qui mit un terme à la menace japonaise dans le Pacifique.
Pendant de nombreuses années, l'emplacement de l'épave de l'Akagi resta inconnu. Elle fut retrouvée par le vaisseau d'exploration RV Petrel le 20 octobre 2019 mais des problèmes techniques empêchèrent son exploration. Elle repose à 5 490 mètres de profondeur. Cette découverte s'est inscrite dans le cadre du projet Midway du RV Petrel qui consistait à répertorier les emplacements des différentes épaves des navires ayant sombré lors de cette bataille en 1942. Les recherches ont eu lieu dans le secteur du monument national marin de Papahānaumokuākea. Outre l'Akagi, l'épave du porte-avions japonais Kaga a également été retrouvée. 
L'exploration de l'épave de l'Akagi par le navire EV Nautilus a été diffusée en direct le 11 septembre 2023. Contrairement à l'épave du Kaga  presque entièrement enterrée dans le sable, l'Akagi repose sur sa quille, permettant l'observation du chrysanthème abîmé au fil des années, et de ce qui reste de l'écriture du nom du navire sur la poupe.

## Galerie de photos

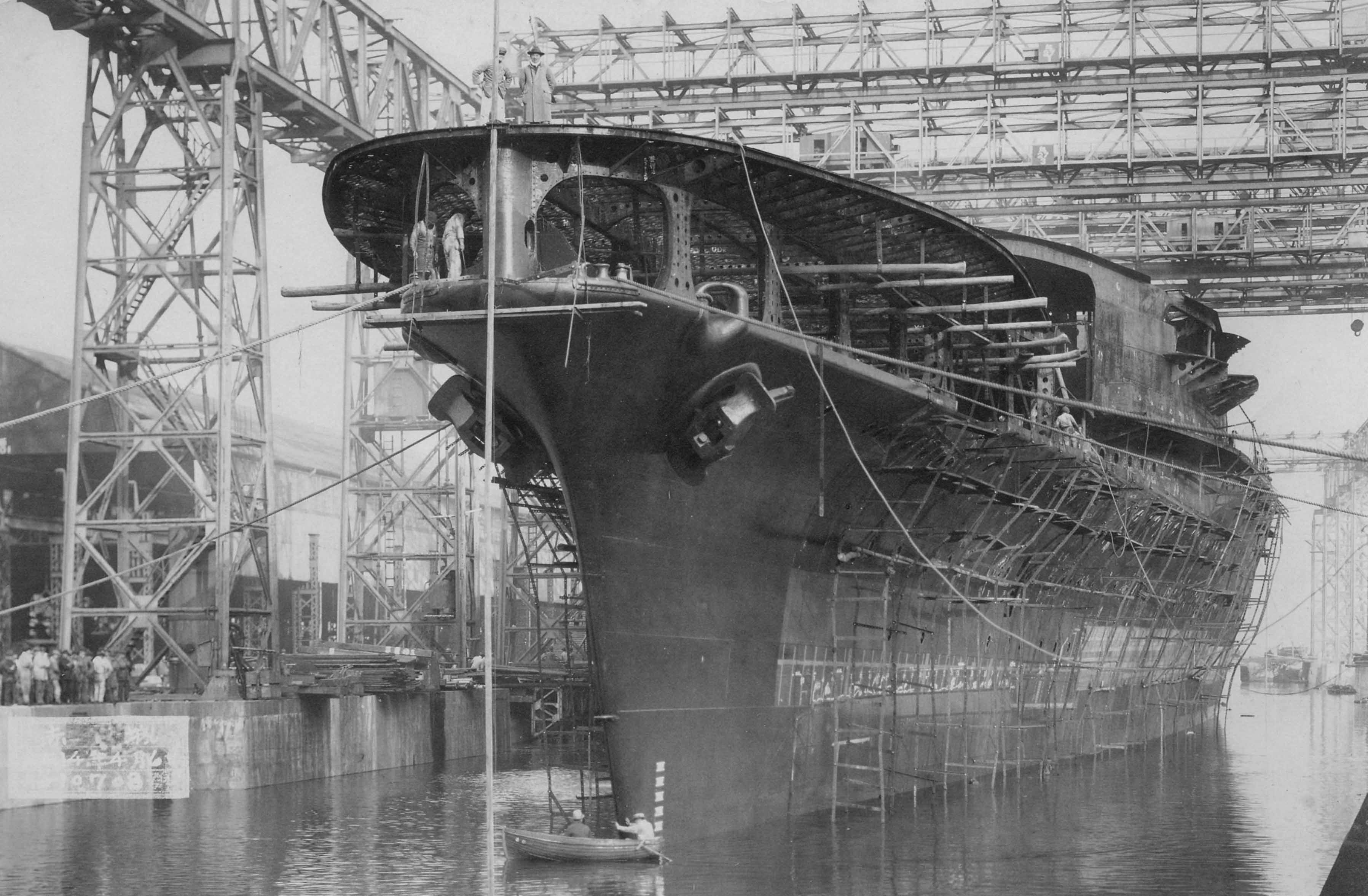
L'Akagi après son lancement à Kure, le 6 avril 1925
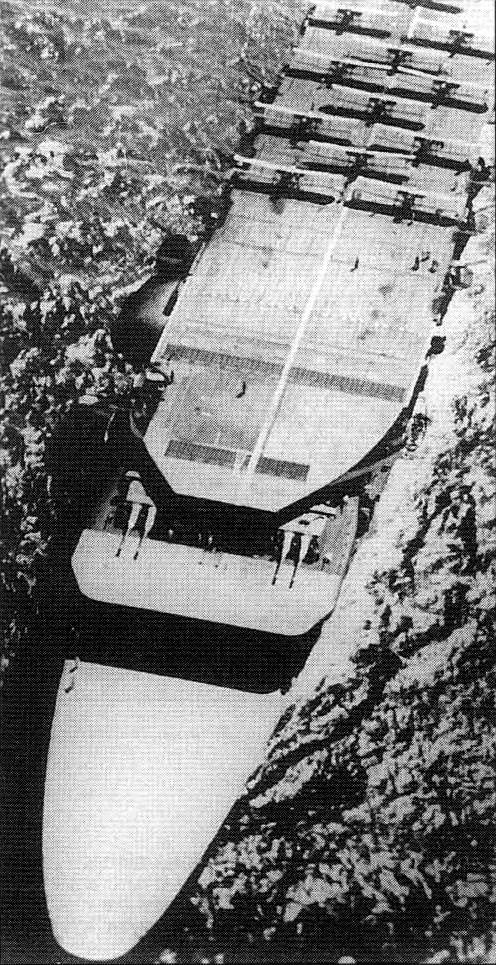
L'Akagi en route en 1929 avec ses avions sur le pont d'envol supérieur et ses deux tourelles de 203 mm sur le pont intermédiaire
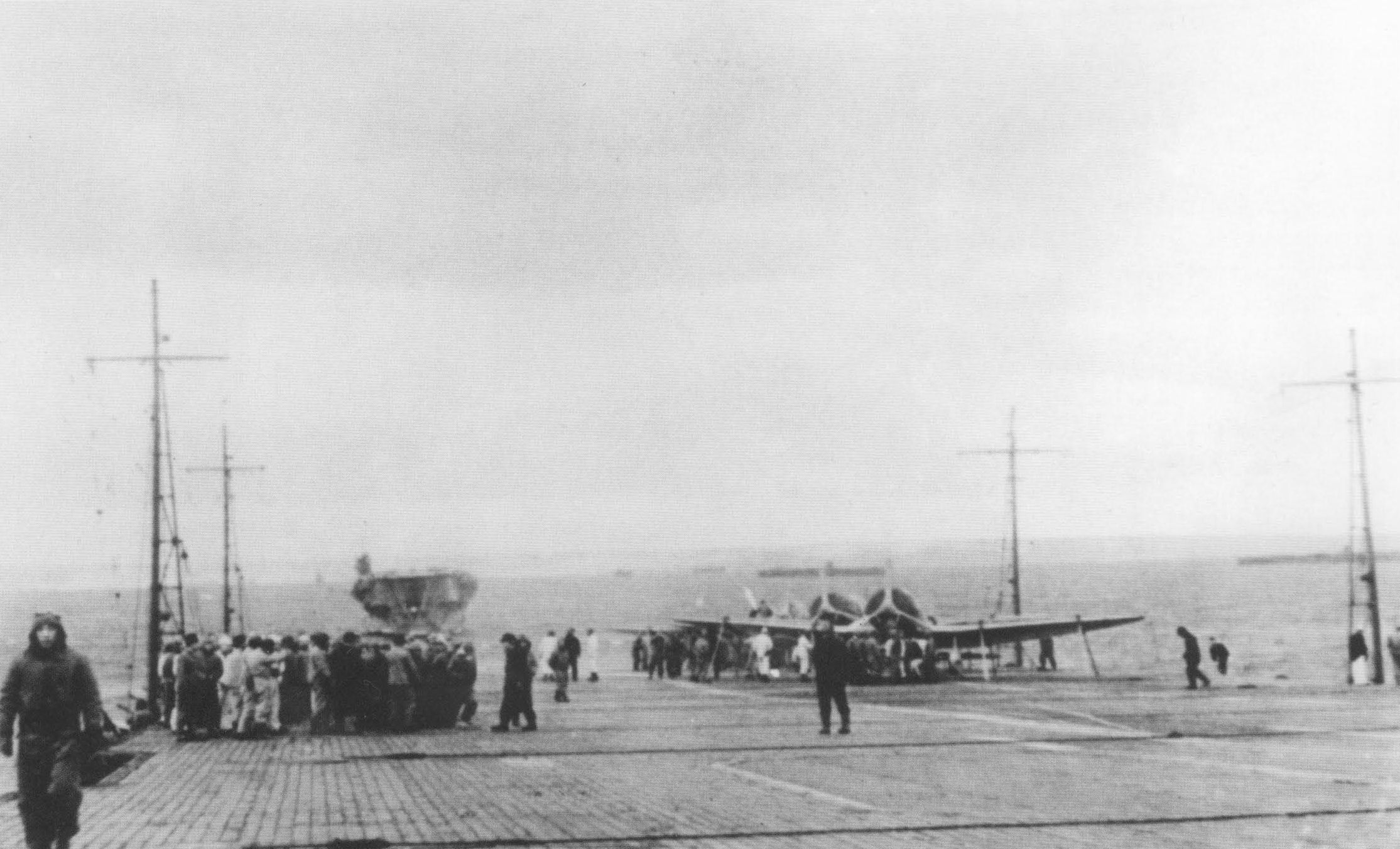
Des membres de l'équipage sur le pont d'envol de l'Akagi à Hitokappu Bay, dans les îles Kouriles en novembre 1941 avant l'attaque de Pearl Harbor. Les autres porte-avions en arrière-plan sont, de gauche à droite : Kaga, Shōkaku, Zuikaku, Hiryū, et Sōryū.
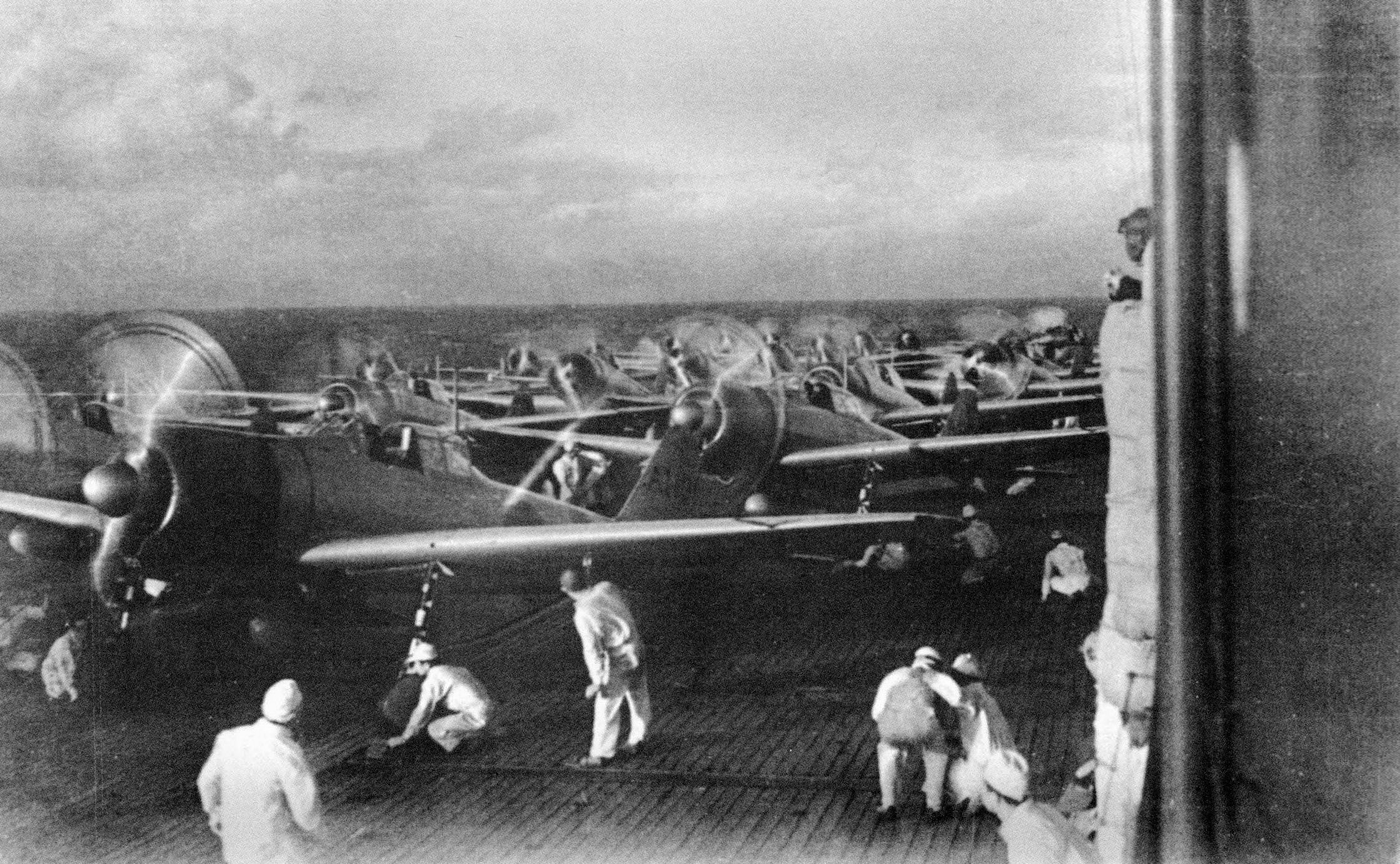
Des chasseurs A6M2 Zero faisant partie de la seconde vague d'attaque de Pearl Harbor se préparent à décoller de l'Akagi
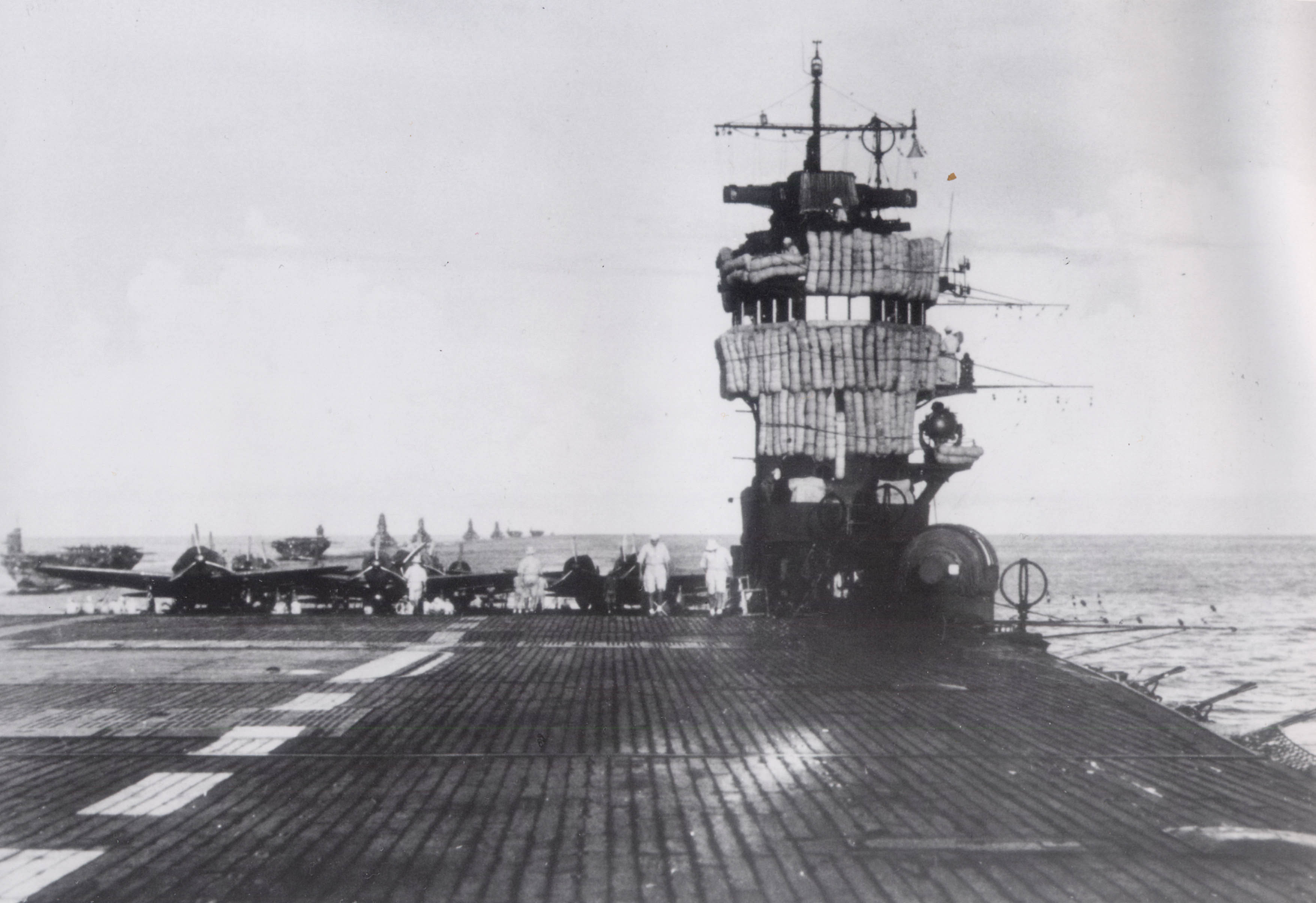
L'Akagi quitte Célèbes pour l'attaque de Colombo dans l'océan Indien, le 26 mars 1942. En arrière-plan sont présents les autres porte-avions et navires de combat de cette force d'attaque. Des boudins matelassés ont été posés sur l'îlot afin de fournir une protection supplémentaire.